# Almeria Teatre
Golem'S, històricament Almeria Teatre, és una sala teatral de Barcelona, situada al carrer de Sant Lluís número 64, al barri de Gràcia. És un espai polivalent que disposa d'escenari, platea i amfiteatre amb aforament de 183 espectadors. La sala va ser reoberta el 18 de desembre de 2009 i recuperava un espai cultural en desús, el teatre de l'antiga Casa de Almería, fundada al barri de Gràcia el 1960 i que, al començament dels anys setanta, es va convertir en un dels bingos de Barcelona.
A més de ser la seu escènica de la companyia Gataro i del Festival Barcino, el teatre està obert a muntatges d'altres companyies d'acord amb el model de programació del centre que pretén seguir la línia d'experiències similars en altres ciutats estrangeres que, sota el genèric fringe, presenten, fora del circuit dels grans teatres, obres de qualitat sense renunciar al sentit comercial, és a dir, que siguin atractives als espectadors combinant teatre, música i dansa.

## Història
El 1960, la Casa de Almería, tot just instal·lada al barri de Gràcia, estrenava el seu teatre, batejat amb el nom de Villaespesa en homenatge a un eminent poeta i dramaturg, fill d’aquella ciutat andalusa. Una gran fotografia d’un altre artista d’Almeria, Manolo Escobar, saludava els espectadors a l'entrada del teatre, que d’aquesta manera agraïa al cantant la donació d’un piano a la casa regional. La sala va acollir les funcions dels quadres escènics de diverses empreses, com ara Los intereses creados de Benavente, a càrrec del Club Bancaya, format per treballadors del Banco de Vizcaya, o La casa de los siete balcones d'Alejandro Casona, dirigida per Octavi Egea i interpretada per una debutant Mercè Montalà, tots dos membres del grup Hidroeléctrica de Cataluña. El 29 de novembre de 1975, la Sala Villaespesa fou la seu d’un festival de flamenc que retia tribut a Rafael de Jerez, i poc després abaixava la persiana. Quan va tornar-la a pujar, en lloc del teatre hi havia un bingo.
Tot i que la Casa de Almería va continuar sent la propietària del local –el centre va traslladar-se al primer pis de l’immoble–, el bingo va esborrar el record de la sala teatral fins que una companyia fundada el 1998 per Víctor Àlvaro (actor, director d’escena i dramaturg) i Savina Figueras (actriu i productora) i que, amb els anys, adoptaria el nom de Gataro, va recuperar el vell teatre. Gataro, que des de l’hivern de 1999 disposava d’un local d’assaig al carrer de Puerto Príncipe (barri del Congrés i els Indians), va començar a buscar un teatre propi l'estiu del 2007, davant la dificultat d’estrenar regularment a Barcelona. El va trobar el 2008, quan el bingo del carrer Sant Lluís acabava de tancar: d’un cop d’ull, la companyia va veure que la sala conservava l'estructura del teatre original, de manera que les reformes de l'espai, a la fi, van tenir més a veure amb la seva adequació a les normes vigents de seguretat i accessibilitat que amb la reconstrucció de la caixa escènica, la platea o l’amfiteatre. El grup va fer oficial la seva intenció de gestionar la sala en un comunicat de premsa, el desembre d'aquell mateix any. Al comunicat s'informava que l'espai previsiblement portaria el nom d’Almeria Teatre. Obert a tota mena de companyies, la nova sala volia prendre una línia alternativa als grans equipaments i presentar obres de qualitat sense renunciar al sentit comercial. De caràcter polivalent, el seu aforament màxim seria de 183 butaques.
La bona entesa entre Gataro i la Casa de Almería es tradueix en la cessió puntual de l'espai per a les activitats del centre regional, i en un contracte d’arrendament a llarg termini que permetria a la companyia resident consolidar plenament el seu projecte.
Cinc noies i un vestit, d’Alan Ball, va inaugurar el 18 de desembre del 2009 l’Almeria Teatre, una sala fringe –és a dir, als marges– a mig camí de les alternatives i dels grans teatres privats. The Black Rider, musical underground signat per Robert Wilson, William Burroughs i Tom Waits, va ser el primer èxit d’un teatre amb personalitat pròpia, en què Gataro ha estrenat muntatges com El casament dels petits burgesos de Brecht, un petit clàssic de la sala, Ay, Carmela!, de Sanchis Sinisterra, o Invasió subtil i altres contes, un espectacle de creació a partir dels relats de Pere Calders. Aquest últim, programada la temporada 2014-2015, no va ser l’únic èxit de Gataro aquell any al seu propi teatre: van precedir Invasió subtil dues propostes singulars, Copi i Ocaña al purgatori, de Marc Rosich, i Flor de Nit, el cabaret, un musical de petit format que recuperava l’ambient i els temes del clàssic de Dagoll Dagom, Albert Guinovart i Manuel Vázquez Montalbán.
Probablement, la producció més ambiciosa que ha assumit la companyia gestora de l’Almeria Teatre sigui Les veritables aventures de Don Quichotte de La Mancha, una col·laboració entre Gataro i les formacions canadenques Théâtre Sortie de Secours i Pupulus Mordicus estrenada al teatre Périscope del Quebec abans d’arribar al de Gràcia. El muntatge, escrit i dirigit per Philippe Soldevila, explora la fina línia que separa allò real del que és irreal a partir d’una adaptació de la monumental novel·la de Cervantes, amb una vintena de personatges interpretats per quatre actors i per titelles.
Don Quichotte no és l’única experiència de l’Almeria Teatre pel que fa a espectacles plurilingües (en aquest cas, català, castellà i francès) o forans, parlats en la llengua original de la producció. La sala de Gràcia ha inclòs a la seva cartellera espectacles en llengua anglesa les darreres temporades –l’últim d’aquests muntatges (2018) va ser The Visit, a partir del text de Dürrenmatt i amb direcció de Sue Flack–, així com dues edicions del Festival de Théâtre Français. La intenció del teatre és oferir un mínim de dues estrenes per temporada en francès o en anglès, per respondre a la demanda de la població flotant procedent d'altres països de la Unió Europea i que resideix a Barcelona.